# Villa Molin
Villa Molin è una villa veneta di Padova, nella località di Mandria, progettata nel 1597 dall'architetto vicentino Vincenzo Scamozzi (1548 – 1616), architetto, scenografo, trattatista di ampia cultura operante a Vicenza e nell'area veneziana, dove fu la figura più importante tra Andrea Palladio e Baldassare Longhena.
Tra le sue opere più importanti vi sono le Procuratie Nuove di Piazza San Marco, la chiesa di S.Nicolò da Tolentino che lo resero celebre tra i patrizi veneti tra cui la famiglia Molin.
È caratterizzata da una pianta centrale quadrata e ingentilita dall'elegante pronao con colonne ioniche che si affaccia sul canale di Battaglia.
La planimetria della villa mostra una straordinaria coerenza geometrica, basata sul quadrato, che determina la forma sia della villa che della sala centrale. La struttura dei volumi è particolarmente nitida, articolata nel blocco principale, la copertura emergente dalla sala centrale e la loggia sul fiume. Quest’ultima è una vera e propria sala aperta, una sorta di belvedere da cui ammirare l’esterno, senza però che vi siano scale che consentano di scendere. La sala centrale è maestosa, ottenuta con due cubi sovrapposti, una sorta di cortile esterno, illuminato dall’alto non da un oculo ma da quattro grandi finestre termali. Il pianoterreno è un vero e proprio corpo di fabbrica in sé compiuto, articolato intorno a una vasta sala quadrata con una virtuosistica volta ribassata.

## Storia
La villa affonda le sue origini nell'epoca feudale: pare infatti che qui sorgesse il castello della Mandria, eretto nel 905 da Gauslino Transalgardi sulle terre che la sua famiglia governava, in qualità di conti, sin dal 775. Nel 1183 l'imperatore Federico Barbarossa confermò i privilegi dei Transalgardi a una loro diramazione, i Forzatè Capodilista.
Un documento del 1470 attesta che Gabriele Capodilista lasciò alla moglie Romea una «Domus magna, cum corte horto, bruolo, gastaldia [...] in villa Mandria propte pontem altum». Alla metà del secolo successivo i Capodilista ricostruirono la chiesa del villaggio e, con l'occasione, la stessa residenza.
Nello stesso periodo fanno la sua comparsa i Molin, patrizi veneziani, che cominciano ad acquistare proprietà alla Mandria spesso dagli stessi Capodilista. Già nel 1550 essi dichiarano il possesso di una «casa di muro e brolo per uso».
Nel 1597 Nicolò Molin di Vincenzo, all'apice della sua carriera come ambasciatore della Repubblica di Venezia, affidò all'architetto Vincenzo Scamozzi,  il progetto di una residenza di campagna degna della sua famiglia. Le esigenze di lavoro e di rappresentanza della famiglia Molin richiedevano una villa che dominasse il paesaggio e fosse in stretto contatto con il fiume. Per rendere omaggio alla fama della famiglia fu scelto il più prestigioso architetto del tempo nella città di Venezia, appunto Vincenzo Scamozzi. I lavori iniziarono già alla consegna del progetto, ma nel 1608 il committente morì improvvisamente.
Il complesso tornò quindi ai Capodilista grazie al diritto di prelazione. Nel 1684 Sigismonda Capodilista lasciò la villa ai figli Naimero e Pio Conti, alla cui famiglia rimase sino al 1768 quando morì Carlo Vincenzo Conti. In quell'occasione, il commissario liquidatore Giovanni Belli vendette la villa a Caterina Sagredo Barbarigo, ma già pochi anni dopo la comprò Antonio Capodilista. Tornata così ai suoi antichi proprietari (ai quali si deve un radicale restauro concluso nel 1777), nel 1778 passò per eredità agli Emo (detti Emo Capodilista in seguito al matrimonio tra Leonardo Emo e Beatrice Capodilista).
Dopo il 1812 la villa passa a Paolina Drusilia in Vettor Pisani Moretta, successivamente alle famiglie Pisani, Vanni, Dondi dall'Orologio. A questi si deve un restauro che risistema un bene ormai degradato. Nei primi anni novanta dell'Ottocento si sottopongono a restauro conservativo la copertura, la volta centrale affrescata e le pertinenze esterne quali intonaci a marmorino, lapidei e statuaria.
Un annesso passò invece alla famiglia Giusti del Giardino che lo trasformò nell'odierna villa Giusti. Fu qui che, il 3 novembre 1918, venne firmato il noto armistizio di Villa Giusti dopo alcuni giorni di negoziati tenuti proprio a villa Molin.
Nel 1955 fu acquistata dall'imprenditore Iginio Kofler al quale si devono nuovi lavori di restauro.

## Descrizione

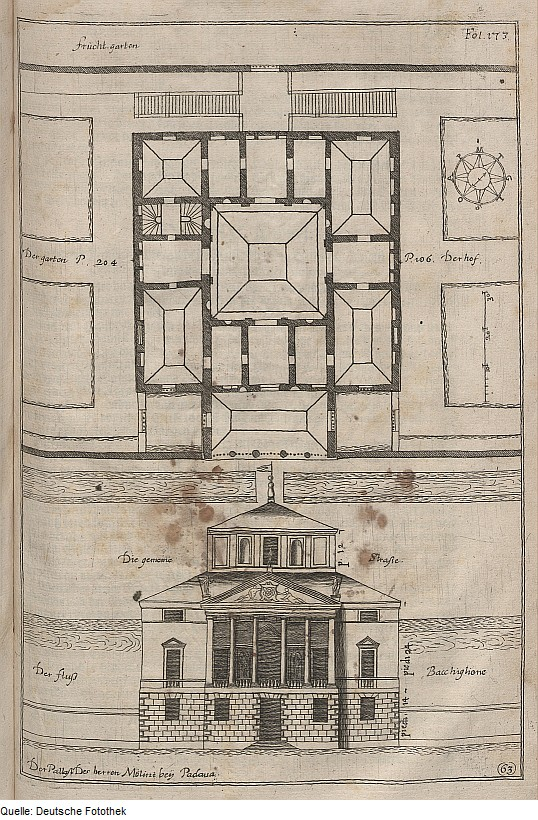
il progetto di villa Molin tratto da L'Idea dell'Architettura Universale di Vincenzo Scamozzi

L'edificio rispetta perfettamente, eccetto che per la posizione delle scale, aggiunte nell'Ottocento, il progetto rappresentato da Scamozzi nel suo trattato. La nitida struttura dei volumi (corpo di fabbrica, loggia e copertura emergente della sala centrale) sono elementi caratterizzanti della villa.
La villa, in quanto principale residenza dei Molin, situata in un contesto suburbano, combina infatti soluzioni consolidate nelle architetture di villa con altre più propriamente urbane.
L’edificio si affaccia direttamente sugli argini del canale Battaglia, senza alcuna mediazione rispetto al territorio: la grande loggia, alta sul pianterreno, è allineata ai muri che chiudono la proprietà lungo la via pubblica. La loggia non solo non è al centro del complesso costituito da villa e fabbriche rurali, ma non è nemmeno il luogo da cui si accede alle stanze principali.
La loggia di villa Molin sembra disegnata a partire da un esempio antico: come nella sala del portico di Ottavia, e diversamente dalle logge sporgenti della Rotonda o di villa Chiericati, le colonne d’angolo diventano pilastri con entasi agganciati ai muri laterali.
Coperta da una volta a padiglione, con dimensioni molto vicine a una camera di “duoi quadri in lunghezza” ampia quanto la pianta centrale ma indipendente dalla suddivisione interna degli ambienti, la loggia appare piuttosto come una sala aperta, e se si considerano le balaustre interposte alla colonne e l’impiego di capitelli ionici con volute diagonali, non sembra errato considerare il pronao una facciata che richiede una visione di scorcio, offrendosi allo sguardo dei passanti sulla via e sul canale come su una strada cittadina.
Il pianterreno, oggi in parte nascosto dall’innalzamento degli argini è un piano di fabbrica in sé compiuto e non, come nella Rocca Pisana, un basamento sul quale impostare il livello principale: è interamente rivestito da un bugnato piatto, ha ingressi indipendenti su ogni lato, e il rapporto dimensionale (14 piedi) rispetto al piano nobile (24 piedi) supera, anche se di poco, quello già notevole di 1:2 utilizzato alla Malcontenta, avvicinandosi piuttosto a quello dei palazzi di Sanmicheli o alla villa Verlato.
Il piano nobile ha la stessa divisione planimetrica del pian terreno, focalizzata sull’ampia sala centrale quadrata che impegna tutta l’altezza del fabbricato, prendendo luce dalle ampie finestre del tiburio. I quattro vestiboli voltati formano con l’aula centrale un impianto a croce greca e definiscono gli spazi delle stanze private e dei salottini laterali.
ll salone centrale, presenta tradizionali elementi rinascimentali, come le finestre incorniciate da serliane al primo piano, il ripetersi di figure geometriche regolari sia in pianta che in alzato. Queste caratteristiche non rispondono unicamente a un’esigenza “intellettuale” dell’architetto, ma sembrano anche il risultato di nuove esigenze della committenza, a partire dalle quali Scamozzi giunge a una nuova interpretazione della villa a pianta quadrata già precedentemente sviluppata da Serlio, Palladio e dallo stesso architetto.
A differenza di Palladio, per cui i cortili sono spesso dei vuoti di risulta rispetto al disegno del costruito o elementi di collegamento tra diversi corpi edilizi, per Scamozzi il cortile è baricentro fisico e concettuale dell’edificio, costantemente quadrato, intorno al quale si organizza la planimetria. Nel caso di Villa Molin si trasforma in un eccezionale vuoto a tripla altezza, quasi un cortile coperto.
Nel fronte principale sopra il timpano, che a sua volta è elevato sul colonnato, tre statue acroteriali, non originali, decorano la copertura. Le altre facciate hanno finestre architravate che incorniciano la serliana centrale e piccole finestre al sottotetto. Quest’ultimo è a quattro falde e nel centro è sormontato da un tiburio quadrato, aperto in ampie finestre a lunetta, a sua volta coperto a piramide. Le stanze al piano terreno, compresa quella centrale, hanno soffitti voltati in cotto. Il ballatoio, su cui si aprono le porte delle stanze del piano superiore, è sostenuto da un cornicione poggiato su pilastri di ordine dorico; una modanatura aggettante, in corrispondenza della falda del tetto, sottolinea l’imposta della volta. Il riquadro centrale rappresenta una cornice in stucco, mentre quattro vele sono sistemate ai lati dei finestroni.
Nessun elemento in pietra, tranne il davanzale, segna le finestre e diversamente che in altre fabbriche isolate – come nella Rocca Pisana dove Scamozzi, pur distinguendosi nettamente, tratta prospetto principale e laterali con pari dignità formale – qui la serliana è definita solo dall’architrave appena sporgente, ma i sostegni sono semplicissimi pilastri quadrangolari senza capitello.
Inigo Jones, nel suo viaggio del 1613-1614, visitò villa Molin con molto interesse. Ancora se ne rammentava nel 1636 quando in una nota ai Quattro Libri di Palladio, discuteva il rapporto fra colonne su piedistallo e balaustrate. Dichiara infatti di prendere spunto da villa Molin per le colonne corinzie poggianti sul pavimento della loggia, senza piedistallo “come ho fatto a Greenwich, nella loggia verso il parco, e come ho visto a Ponte della Cagnia vicino a Padova in una villa del Clarissimo Molin”. Questa soluzione venne praticata anche in molte fabbriche “palladiane” dell’Inghilterra fra XVII e XVIII (per rimanere ad alcuni esempi riportati nel Vitruvius Britannicus: da Gunnesbury House e Amesbury House fino a Wanstead di Colin Campbell), poiché permette di alzare una loggia all’antica sopra un pianterreno di buone dimensioni come richiedevano le moderne esigenze inglesi.
John Soane ritrae villa Molin in un disegno del 1780, oltre a lui molti si recheranno in Italia per ammirarne le opere d’arte e si soffermeranno sulla produzione di Scamozzi.

## Decorazione interna
La complessa decorazione pittorica del piano nobile si adegua all’impostazione dell'edificio seguendo la classica sovrapposizione degli ordini nelle colonne dipinte e negli altri elementi architettonici inseriti.
Il restauro di Kofler riportò alla luce gli affreschi originali, eliminando alcuni decori ottocenteschi non coerenti con la struttura e l’originale visione della villa.
Gli affreschi sono attribuiti a Pietro Antonio Cerva (1640-1683 circa).
Nel salone centrale virtuali architetture, dipinte in prospettiva, ricoprono per intero le pareti e la volta, creando un insieme di grandiosità che ricorda le aule termali romane studiate in gioventù da Scamozzi. Una reale balaustra lignea, dipinta a imitazione del marmo, individua i diversi piani e abbraccia tutto lo spazio. Al di sotto di questa scanalate lesene doriche inquadrano gli archi d’accesso. La policromia accentua la varietà e l’illusione di profondità degli spazi. Sopra la balaustra, le architetture virtuali propongono colonne ioniche di marmorino verde con capitelli e basi dorate. Nicchie e cammei ovali in monocromo violetto abbracciano e sovrastano le quattro porte centrali. Vi si narrano episodi della vita di Enea, il più valoroso dei Troiani dopo Ettore.
Al di sopra delle otto porte angolari, finti cassettonati e vasi di fiori, contribuiscono ad accentuare la dimensione prospettica di tutto l’impianto quadraturistico. La volta si innalza da un lineare cornicione dipinto; negli angoli, colonne corinzie di marmo rosso delimitano otto profonde soggette da cui si affacciano musici e altre persone. Gli stemmi delle famiglie Capodilista e Conti sono sui quattro angoli.
Nelle quattro vele sono raffigurati quattro putti che rappresentano le stagioni, segno del passare del tempo e tema frequente delle raffigurazioni nelle ville.
Nel riquadro al centro sono raffigurati Aurora e Titone, sotto lo sguardo di Diana e di due amorini. Il mito narra che la dea Aurora si innamorò dell’eroe troiano Titone, ma si dimenticò di chiedere per lui l’eterna giovinezza. Alla fine, ridotto a sola voce lo trasformò in cicala.
Nei quattro vestiboli voltati a botte, le sovrapporte sono ornate da cartigli con vedute di ville della famiglia Capodilista, compresa Villa Molin.
Oltre ad essere un ampliamento della superficie del salone, i vestiboli, che formano con l’aula la croce greca, servono per dividere in gruppi distinti le stanze padronali ed i salottini razionalmente disposti. Ne risultano quattro appartamenti distinti per i quali il salone è il luogo comune di rappresentanza e di ritrovo, ideale vastissimo e fresco soggiorno estivo, riparato ed elegantemente decorato.
Gli affreschi creano un prolungamento del salone utilizzando gli stessi colori, luminosi e dorati movimentando il ricco telaio architettonico e prospettico.
Fanno da originale contrasto i leggeri e delicati stucchi realizzati nel tardo settecento dalla famiglia Capodilista che decorano con volute, tralci e camei le camere e i salottini.

## Il parco

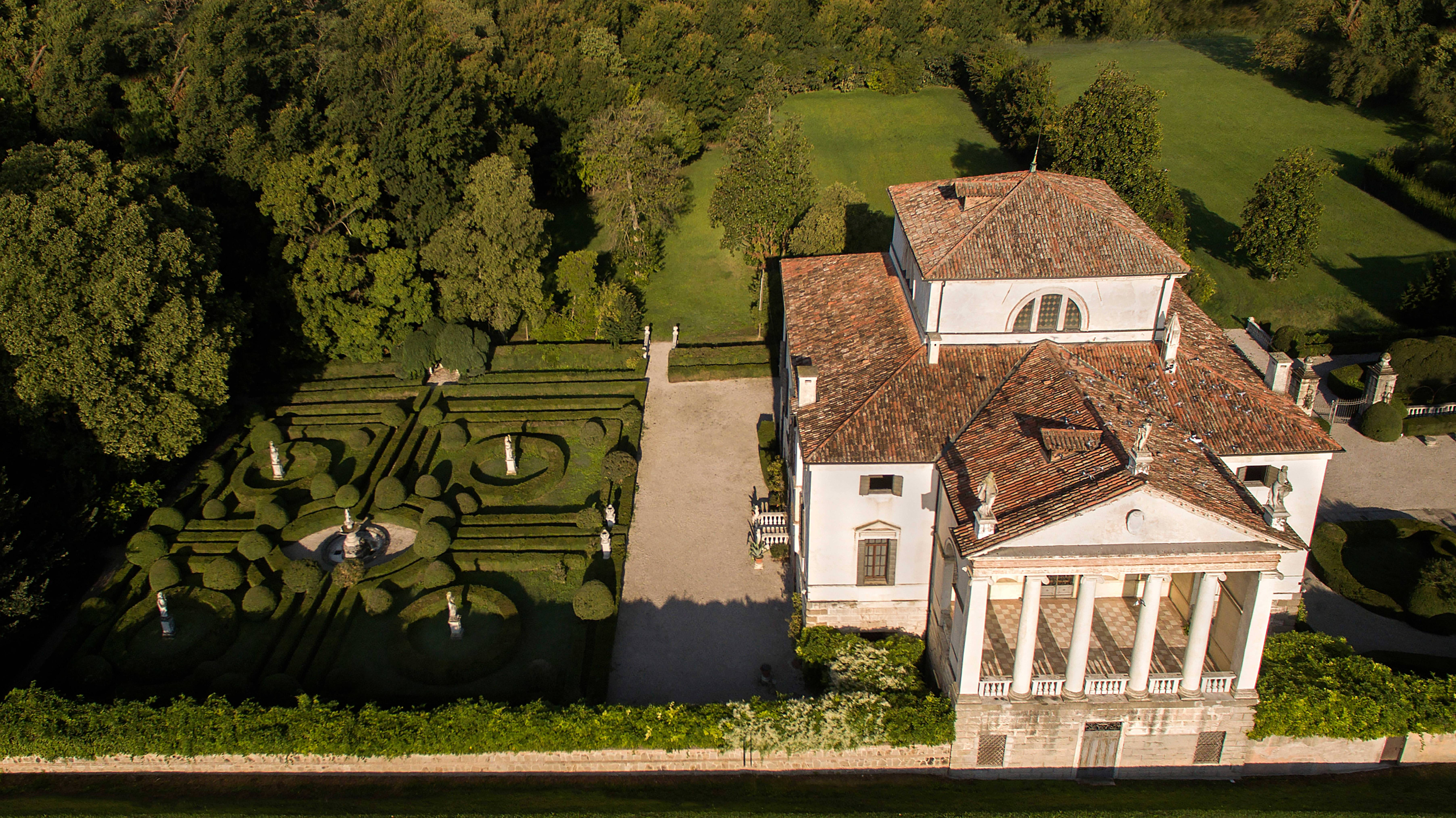
Veduta aerea di Villa Molin

Considerato uno dei più bei parchi storici, il giardino di villa Molin si estende su 3,3 ettari, è circondato da un'alta recinzione.
Il giardino all'italiana con viali di bosso e statue si basa sul progetto originario di Vincenzo Scamozzi.
Il giardino romantico ha piante secolari e al tempo in cui la villa era abitata da Igino Kofler aveva un campo da tennis e tre buche da golf.